# Belianska kotlina
Belianska kotlina je geomorfologickou částí Zliechovské hornatiny.  Leží v její jižní části, v blízkém okolí obce Valaská Belá v prievidzském okrese. 

## Polohopis
Nachází se na rozhraní západního a středního Slovenska, v jižní části Zliechovské hornatiny, podcelku Strážovských vrchů. Leží na horním toku řeky Nitrica, má protáhlý tvar ve směru východ-západ a v jejím centru leží obec Valaská Belá. Ze severu ji vymezuje Belianska vrchovina, z východu Temešská vrchovina, obě geomorfologické části Zliechovské hornatiny. Jižním směrem navazuje podcelek Nitrických vrchů s částí Suchý . 
Kotlina leží v sevření masivů Okrúhly vrch (914 m n. m.), Demovec (845 m n. m.) a Čierna hora (864 m n. m.) na jihu, Veľké humné (609 m n. m.) a Páleničky (627 m n. m.) na severu. 
Celé území odvodňují přítoky říčky Nitrica. 
Územím vede ze severozápadu (od Ilavě ) na jihovýchod (do Nitranského Rudna ) silnice II / 574, na kterou navazují místní komunikace. 

## Ochrana přírody
Kotlina je mimo území Chráněné krajinné oblasti Strážovské vrchy, ale v západní části leží zvláště chráněné území, přírodní památka Prielom Nitrice. 

## Turismus
Území s rázovitou obcí Valaská Belá v centrální části Strážovských vrchů, poskytuje východisko na túry do okolí. Atraktivním je zejména okolí Homolky (907 m n. m.), která však již leží mimo kotlinu, západním směrem, kde je lyžařské středisko s možností ubytování v zimní i letní sezóně.

### Turistické trasy
- po  žluté značce z centra Valašskej Belé do Čierne Lehoty
- po  zelené značce z Valašské Belé na Zavadskou Poľanu
- po  červené značce jižním okrajem území z Homôľky přes Zavadskou poľanu na Suchý vrch (1028 m n. m.) [2]